# Metarbela pallescens
Metarbela pallescens is een vlinder uit de familie van de houtboorders (Cossidae). De wetenschappelijke naam van de soort is voor het eerst geldig gepubliceerd in 1914 door Le Cerf.